# Cyathea bernardii
Cyathea bernardii är en ormbunkeart som beskrevs av George Richardson Proctor. Cyathea bernardii ingår i släktet Cyathea och familjen Cyatheaceae. Inga underarter finns listade.